# António Bagão Félix
António José de Castro Bagão Félix GCIH (Ílhavo, 9 de abril de 1948) é um gestor e político português.

## Biografia
É filho de João Bagão Félix e de sua mulher Marília Nunes de Castro. 
António Bagão Félix licenciou-se em Economia e Finanças pelo Instituto Superior de Ciências Económicas e Financeiras da Universidade Técnica de Lisboa, em 1970, cumprindo em seguida, entre 1970 e 1973, o serviço militar na Marinha Portuguesa.
Foi diretor financeiro da Companhia de Seguros A Mundial (1973-1976), membro do Conselho de Gestão da COSEC (1976-1979), membro do Conselho Directivo do Instituto Nacional de Seguros (1979-1980), administrador do Banco de Comércio e Indústria (1985-1987), administrador (1992-1993) e vice-governador (1993-1994) do Banco de Portugal e director-geral no Banco Comercial Português (1994-2002). Também no BCP foi administrador de várias seguradoras do Grupo, designadamente a Bonança, Império, Médis e Ocidental (1994-2001). Foi presidente do Conselho Directivo do Centro de Informação, Mediação, Provedoria e Arbitragem de Seguros, CIMPAS (2010- 2017). Professor catedrático convidado da Universidade Lusíada de Lisboa (desde 2005-2015), onde regeu as disciplinas de Finanças Públicas, Ética e Direito da Segurança Social. Anteriormente foi assistente do ISCEF (1972-1973), do ISCTE (1975-1976) e professor auxiliar convidado da Universidade Internacional (1986-1994). Foi membro do Conselho Geral da Universidade de Évora (2013-2014). É membro do Conselho Superior da Universidade Católica Portuguesa (2014 ), do Conselho para os Assuntos Económicos do Santuário de Fátima (2019 - ) e presidente do Conselho Fiscal da Sociedade Científica da Universidade Católica Portuguesa ( 2016- ).
Desempenhou funções em associações de natureza cívica e social, como presidente da Assembleia Geral da União das Misericórdias Portuguesas (1995-2000), presidente da Comissão Nacional Justiça e Paz (1996-2002), consultor da Conferência Episcopal Portuguesa para os Assuntos Sociais e Éticos (1995-2002), presidente do Conselho Fiscal da Associação de Paralisia Cerebral de Lisboa (2006-2011), presidente da Assembleia Geral da Rede de Cuidadores (desde 2008), membro da Direcção do Special Olympics (2009-2012), presidente do Conselho de Sócios Honorários da Associação Portuguesa de Crianças Desaparecidas (desde 2009), presidente do Conselho Fiscal da Associação de Amigos do Jardim Botânico da Ajuda (desde 2010), presidente da Assembleia Geral da Irmandade da Misericórdia e de São Roque (2011- 2019). Foi ainda vice-presidente da Assembleia-Geral do Sport Lisboa e Benfica entre 1992 e 1994 e presidente da Assembleia-Geral do Illiabum Clube.
Foi mais que uma vez chamado a funções governativas, tendo ocupado, como independente, os cargos de secretário de Estado da Segurança Social dos VI, VII e VIII Governos Constitucionais; de secretário de Estado do Emprego e Formação Profissional do XI Governo; ministro da Segurança Social e do Trabalho no XV Governo; ministro das Finanças e da Administração Pública no XVI Governo. Foi também deputado à Assembleia da República, eleito pelo Círculo de Aveiro, membro da Assembleia Parlamentar do Conselho da Europa e da sua Comissão de Assuntos Sociais e Saúde, de 1983 a 1985. Membro do Conselho de Estado (2011-2016).
É autor de diversos livros, entre os quais Do lado de cá ao deus-dará, 2002, e O cacto e a rosa, 2008, "Sobre a origem do conto do Vigário" de Fernando Pessoa 2011, "Trinta árvores em discurso directo" 2013 , "Raízes de Vida", 2019 e "Um dia haverá", 2020.  Integra o Conselho Editorial das revistas Nova Cidadania, Trabalho e Sociedade, e Revista de Saúde Pública. Comentador da SIC, da Bola TV e escreve semanalmente em A BOLA. Escreveu ou escreve ainda em outros diários (Público, Jornal de Negócios, Correio do Vouga, Voz da Verdade, Revista Cais e no Boletim Salesiano, entre outros). Na rádio participou (2006-2012) em Conselho Superior, na Antena 1. Participou no filme Tráfico, longa-metragem de João Botelho (1998).
A 12 de Fevereiro de 2016 foi agraciado com a Grã-Cruz da Ordem do Infante D. Henrique.
Foi feito Membro do Conselho das Ordens Nacionais a 9 de Junho de 2016.
A 24 de Junho de 2016 recebeu o Doutoramento Honoris Causa pela Universidade Lusíada de Lisboa.

## Funções governamentais exercidas
- VI, VII e VIII Governo Constitucional
  - Secretário de Estado da Segurança Social
- XI Governo Constitucional
  - Secretário de Estado do Emprego e Formação Profissional
- XV Governo Constitucional
  - Ministro da Segurança Social e do Trabalho
- XVI Governo Constitucional
  - Ministro das Finanças e da Administração Pública